# Theodoxus euxinus
Theodoxus euxinus is een slakkensoort uit de familie van de Neritidae. De wetenschappelijke naam van de soort is voor het eerst geldig gepubliceerd in 1886 door Clessin.